# Aphelochaeta mcintoshi
Aphelochaeta mcintoshi är en ringmaskart som först beskrevs av Rowland Southern 1914.  Aphelochaeta mcintoshi ingår i släktet Aphelochaeta och familjen Cirratulidae. Arten är reproducerande i Sverige. Inga underarter finns listade i Catalogue of Life.